# 大善寺 (和歌山県かつらぎ町)
大善寺（だいぜんじ）は、和歌山県伊都郡かつらぎ町中飯降にある真言宗の寺院。

## 解説
大善寺が位置するかつらぎ町は　修験道の開祖と言われる役行者がはじめて修行を積んだ地、世界遺産の吉野・大峯と並ぶ「修験の二大聖地」と称されている。
丹生都比売神社（にふつひめじんじゃ/にうつひめじんじゃ、丹生都比賣神社）も鎮座されており、神道、仏教、修験道の歴史が深い町に大善寺は建立された。